# سندرم پری دریایی

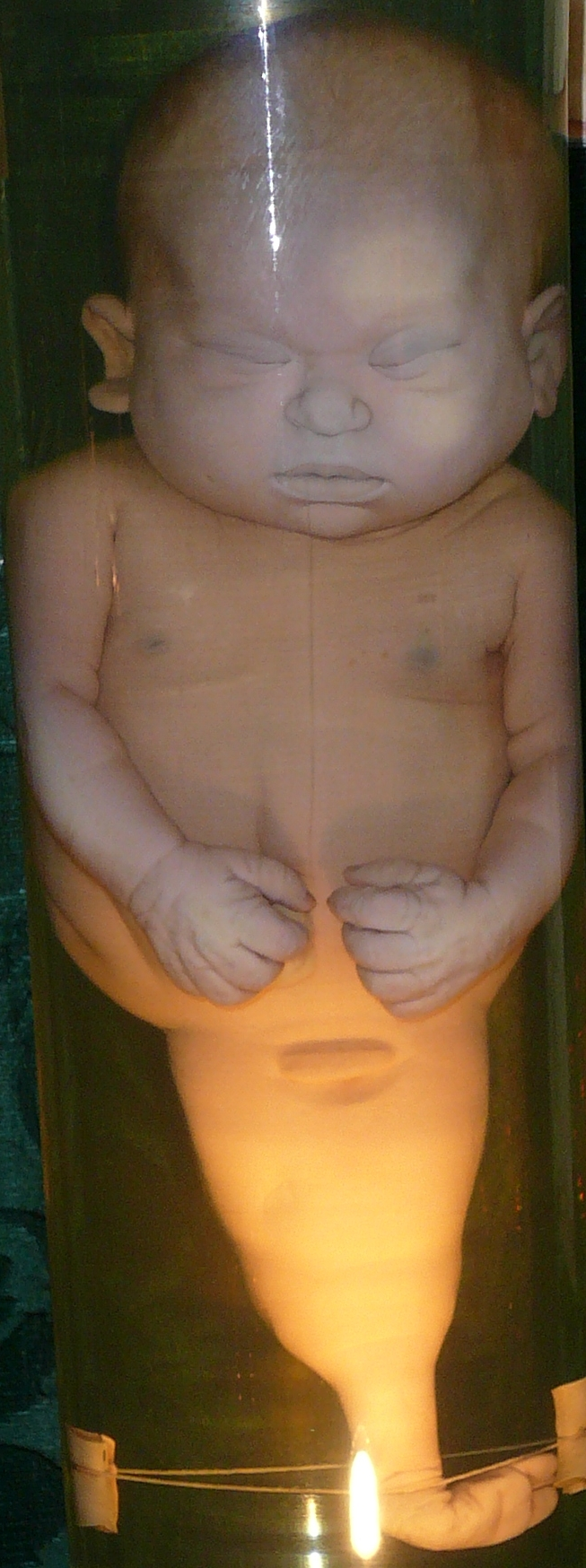
سیرنوملیا

سندرم پری دریایی یا سیرنوملیا، یک ناهنجاری مادرزادی نادر است که طی آن دو اندام تحتانی به یکدیگر جوش خورده‌اند به گونه ای که ظاهری شبیه دم پری دریایی ایجاد می‌شود.

## طبقه‌بندی

طبقه‌بندی سیرنوملیا بر اساس وجود یا فقدان استخوانها در اندام تحتانی.
1. وجود تمام استخوانهای ران و ساق
2. نازک‌نی به هم پیوسته
3. فقدان نازک‌نی
4. استخوان ران تا حدودی به هم پیوسته، نازک‌نی به هم پیوسته
5. استخوان ران تا حدودی به هم پیوسته
6. استخوان ران به هم پیوسته، درشت نی به هم پیوسته
۷) استخوان ران به هم پیوسته، فقدان درشت نی

سیرنوملیا بر اساس ساختار اسکلتی اندام تحتانی در هفت درجه دسته‌بندی می‌شود. در درجه ۱ تمام استخوانها موجودند و تنها بافتهای نرم دو استخوان به هم چسبیده‌اند درحالیکه در درجه ۷ تنها استخوان موجود یک استخوان ران به هم پیوسته‌است.
این اختلال یکی از مجموعه اختلالاتی است که تحت عنوان سندرم واکترل (VACTERL) شناخته می‌شوند.

## علایم
سیرنوملیا عمدتاً با همجوشی هر دو اندام تحتانی و چرخش استخوان ران مشخص می‌شود. ممکن است شامل عدم وجود ستون فقرات پایینی، ناهنجاری‌های لگن و ناهنجاری‌های اندام‌های کلیوی نیز باشد و پیش از این تصور می‌شد که شکل شدیدی از سندرم رگرسیون دمی (آژنزی ساکرال) است، اما تحقیقات جدیدتر تأیید می‌کند که این دو شرایط با هم مرتبط نیستند. به‌طور کلی هر چه همجوشی اندامهای تحتانی شدیدتر باشد، با دیسپلازی شدیدتری در ناحیه لگن همراه خواهد بود. به جای دو شریان ایلیاک حاضر در جنین‌هایی با آژنزی کلیوی کامل، جنین‌های مبتلا به سیرنوملیا هیچ شاخه ای از آئورت شکمی ندارند.
نقص‌های دیگر مرتبط با سیرنوملیا در موارد ثبت شده به شرح ذیل است: نقایص لوله عصبی (راکیسکیزیس، آنانسفالی، و اسپینا بیفیدا)، هولوپروزانسفالی، سندرم قلب چپ هیپوپلاستیک، سایر نقص‌های قلبی، آترزی مری، اومفالوسل، مالروتاسیون روده ای، کلوآک مقاوم، و نقص‌های اندام فوقانی (بیشتر عدم وجود زند زبرین).

## دلایل
علت نهایی سیرنوملیا موضوع بحث است. اولین فرضیه منشأ آن در سال ۱۹۲۷ مطرح شد و پیشنهاد کرد که کمبود خونرسانی به اندام تحتانی در طی رشد آنها عامل نقص است. این فرضیه «سرقت عروقی» در پاسخ به عدم مشاهده یا توسعه نیافتگی شدید آئورت در زیر شریان نافی ایجاد شد؛ بدین ترتیب که شریان نافی خون را از اندام تحتانی می‌دزدد. فرضیه‌های دیگر شامل موارد ذیل است: آسیبی به جنین بین روزهای ۲۸ تا ۳۲ بارداری که بر مزودرم دمی اثر کند، قرار گرفتن در معرض تراتوژن به گونه ای که بر لوله عصبی در هنگام نورولاسیون اثر کند، و نقص در روند دوقلوزایی که یا روند تمایز در سمت دمی را متوقف می‌کند یا یک شیار اولیه جدید ایجاد می‌کند.
دیابت شیرین مادر با سندرم رگرسیون دمی و سیرنوملیا همراه بوده‌است؛ اگرچه چندی از منابع این ارتباط را زیر سؤال می‌برند. قرار گرفتن در معرض کوکائین قبل از تولد نیز به عنوان یک عامل مرتبط با سیرنوملیا پیشنهاد شده‌است.

## ژنتیک
در حیوانات آزمایشگاهی مشخص شده‌است که ژن‌های متعددی باعث ایجاد سرنوملیا می‌شوند یا با آن مرتبط اند. مشاهده شده‌است که ژن srn (siren) باعث همجوشی دو اندام خلفی در موشهای هموزیگوت می‌شود. جهش یا سرکوب هر دو ژن tsg1 و  bmp7 نیز منجر به همجوشی دو اندام خلفی در موش‌ها می‌گردد.

## تشخیص
گرچه از بدو تولد واضح است، اما می‌توان از همان هفته ۱۴ بارداری در سونوگرافی قبل از زایمان سیرنوملیا را تشخیص داد. هنگامی که مایع آمنیوتیک در اطراف جنین کم باشد (الیگوهیدروآمنیوس)، تشخیص دشوارتر است.

## پیش‌آگهی
سیرنوملیا معمولاً کشنده است. بسیاری از حاملگی‌ها با جنین سیرنوملیک خود به خود سقط می‌شوند. یک سوم تا نیمی از نوزادان مبتلا مرده‌زایی هستند، بجز تعداد کمی از آنها که در نوزادی می‌میرند.
در موارد دوقلوهای مونوآمنیوتیک که یکی از آن دو سیرنوملیک باشد، تولید مایع آمنیوتیک دوقلوی غیر سیرنوملیک، دوقلوی سیرنوملیک را از سندرم پاتر (به ویژه هیپوپلازی ریوی و رخساره‌های غیرطبیعی) حفاظت می‌کند.

## فراوانی
این وضعیت تقریباً از هر ۱۰۰٬۰۰۰ تولد زنده در یک مورد مشاهده می‌شود. مطالعات انجام شده این نرخ را از ۱ در ۶۸٬۷۴۱ تا ۱ در ۹۷٬۸۰۷ تخمین زده‌اند. احتمال بروز آن در دوقلوهای همسان (مونوزیگوتیک) ۱۰۰ تا ۱۵۰ برابر بیشتر از تک قلوها یا دوقلوهای غیر همسان است. سیرنوملیا با هیچ زمینه قومی مرتبط نیست. جنین‌های سیرنوملیک به احتمال زیاد دارای بیضه هستند.

## واژه‌شناسی
واژه سیرنوملیا از واژگان یونانی seirēn به معنای پری دریایی (یک موجود اساطیری) و melos به معنای دست یا پا گرفته شده‌است.

## تاریخچه
سیرنوملیا نخستین بار در سال ۱۵۴۲ گزارش شد. در سال ۱۹۲۷، اتو کامپمایر ارتباط بین سیرنوملیا و شریان بند ناف یگانه را کشف کرد.

### افراد شاخص
فقط تعداد معدودی از مبتلایان که دارای بافت کلیه عملکردی بودند از دوره نوزادی جان سالم به در بردند.

#### تیفانی یورکز
تیفانی یورکز از کلیرواتر، فلوریدا (۷ مه ۱۹۸۸–۲۴ فوریه ۲۰۱۶) به منظور جدا کردن پاهای خود قبل از یک سالگی تحت عمل جراحی موفقیت‌آمیزی قرار گرفت. از میان مبتلایان سیرنوملیا تا کنون او بیشترین طول عمر را داشته‌است. وی به دلیل شکننده بودن استخوان‌های پا دچار مشکلات حرکتی شد و ناچار به استفاده از عصا یا صندلی چرخدار شد. وی در ۲۴ فوریه ۲۰۱۶ در سن ۲۷ سالگی درگذشت.